# Shireen Teufel
Shireen Teufel (* 2. Januar 1990) ist eine ehemalige deutsche Fußballspielerin und -trainerin.

## Karriere

### Spieler
Aus der U17-Nachwuchsmannschaft des FC Bayern München hervorgegangen, rückte Teufel zur Saison 2006/07 in die zweite Mannschaft auf, der sie bis Saisonende 2008/09 angehörte und – zunächst in der viertklassigen Oberliga Bayern, ab der Saison 2007/2008, aufstiegsbedingt – in der Regionalliga Süd zum Einsatz kam. In ihrer letzten Saison für den FC Bayern München II trug sie zur Meisterschaft in der Regionalliga Süd bei. In der Saison 2006/07 kam sie für den FC Bayern München zu einem Pflichtspieleinsatz. In der Bundesliga bestritt sie am 13. Mai 2007 (19. Spieltag) das mit 3:0 gewonnene Auswärtsspiel gegen den SC Freiburg. 2009 wechselte sie nach Puchheim zum im oberbayerischen Landkreis Fürstenfeldbruck ansässigen FC Puchheim.

### Trainerin
In der Saison 2014/15 bekleidete sie für ein Spiel das Amt der Co-Trainerin, darauf in acht Spielen und in der Folgesaison in 22 Spielen das der alleinverantwortlichen Trainerin des Landesligisten FFC Wacker München II.

## Erfolge
- Meister der Regionalliga Süd 2009
- Zweite der B-Jugendmeisterschaft 2007